# Coperta abruzzese
La coperta abruzzese è una tradizionale coperta-copriletto di pura lana vergine che viene realizzata in Abruzzo, in particolare a Taranta Peligna e in alcuni comuni limitrofi della provincia di Chieti.

## Descrizione

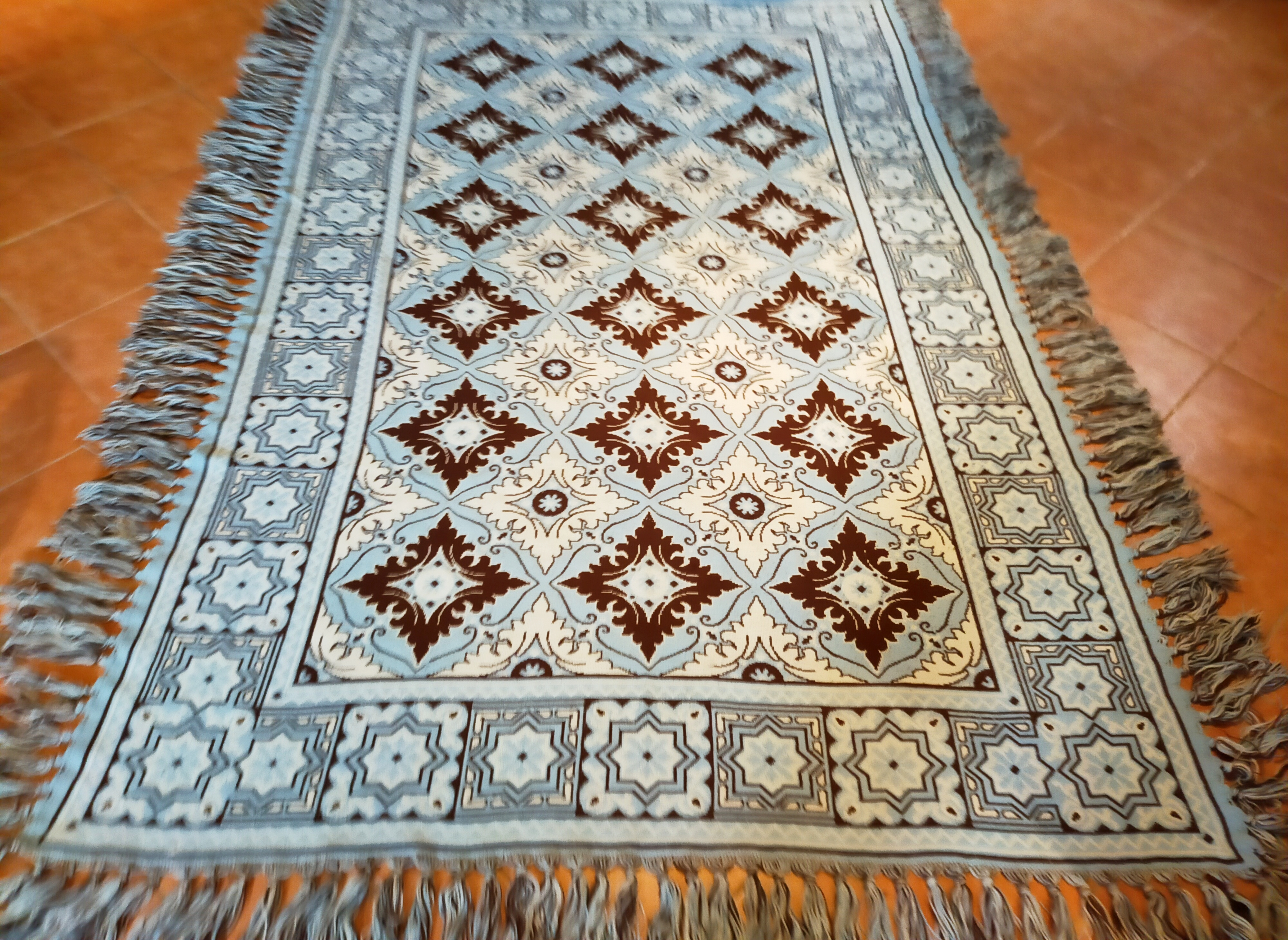
Coperta abruzzese ornata con le frange

La coperta abruzzese è una tradizionale coperta che viene realizzata a cominciare dall'Ottocento in alcuni comuni abruzzesi della provincia di Chieti come Taranta Peligna, Lama dei Peligni, Palena, Fara San Martino e Torricella Peligna, luoghi ricchi di acqua pura perché attraversati o prossimi al corso del fiume Aventino e vicini a sorgenti e torrenti, ma anche di lana e di erbe e piante tintorie utilizzate per colorare i tessuti naturali e dove il generoso legnatico era finalizzato ad avviare le caldaie delle tintorie. A Taranta Peligna in particolare i primi lanifici risalirebbero al Basso Medioevo.
Le più antiche coperte realizzate in questi territori erano le "tarante" o "tarantole", semplici coperte di colore nero con cui si creavano le mantelline dei militari borbonici o le vele delle piccole navi militari. 
In seguito agli scambi economici e culturali avuti grazie alla transumanza, le coperte sono state realizzate con l'utilizzo di colori accesi, in particolare dalla seconda metà dell'Ottocento in poi. Le coperte abruzzesi classiche invece venivano donate alle neo-spose per arricchire il corredo. 
Si caratterizzano per la pesantezza, i colori accesi, le bordature ornate con le frange di lana fatte a mano e per le decorazioni floreali, geometriche o gotiche e, a cominciare dagli anni sessanta, anche per i motivi decorativi angelici.